# Mihael Pongračić
Mihael Pongračić est un footballeur croate né le 24 août 1993 à Đakovo. Il évolue au poste de milieu offensif avec le NK Višnjevac en prêt du NK Osijek.